# NAVYFIELD NEO
NAVYFIELD NEO(ネイビーフィールド ネオ)とは韓国のSD ENTERNETが開発した、第二次世界大戦における艦隊戦をテーマとしたオンライン海戦バトルアクションゲームである。2002年4月19日に『NavyField』（ネイビーフィールド）としてクローズドベータテストがサクセスによって開始され、2006年4月5日に大幅なバージョンアップに伴い『NAVYFIELD NEO』へと改名された。日本での運営は、2010年6月15日までVector子会社のGamespace24が行っていたが事実上の終了となった(ゲームデータのみ保護された)、2010年6月21日より開発元SDEnterNET社によって『NAVYFIELD』として日本サービスが再開された。プレイヤーは無国籍・日本・アメリカ・イギリス・ドイツ・フランス・ソビエトの７カ国の軍艦を操作し敵艦を攻撃して、クレジットやポイントを得る事でより高い等級の艦船に乗ることが出来る。
また、現在でもアップデートが行われており新しい艦船やシステムが追加されている（日本サーバーは2012年7月31日をもって公式サービスを終了）。

## ゲームの背景
NavyFieldの世界では現在のミサイル等を使った機械的な艦隊戦ではなく、巨大な戦艦が活躍した大艦巨砲主義の時代の戦闘が繰り広げられる。かつて大艦巨砲主義で最強と言われた戦艦、遠距離から敵を攻撃出来る空母、バランスが取れた巡洋艦、高速戦闘が可能な駆逐艦やフリゲート、潜水することで隠密行動が可能になる潜水艦など数々の艦船が登場する。

### 国籍別の特徴
日本
- 魚雷の性能(高射程高雷速)が優秀また他国に比べ雷跡が極端に短い魚雷が使用できる
- 対空機銃が貧弱 / 対空砲が貧弱
- 航空母艦の種類が豊富
- 戦艦は火力に優れ、防御に劣る
- 艦砲は射程・威力共に高い

アメリカ
- バランスの取れた能力
- 対空機銃が強力 / 対空砲は射程・連射は平凡、威力は高め
- 艦載機が優秀
- 戦艦の種類が豊富 / 平凡な戦力の戦艦が多いが上位戦艦になると火力・防御共高レベルでまとまる
- 艦砲も射程・威力共に平凡
- 唯一対空用仰角目標軸線が表示される

イギリス
- 艦砲（砲弾）の威力が最強 / 短射程ながら高速・高威力の魚雷を持つ
- 装甲が優秀
- 艦載機が優秀
- 戦艦が充実 / 射程で劣るが、火力・防御は非常に優秀
- 艦砲の射程も他に比べれば劣るが1発の破壊力は優秀

ドイツ
- 対空砲が最強
- 艦砲の射程距離が最長だが威力は低め
- 艦載機が貧弱 / 戦闘機が優秀
- 戦艦は火力は平凡ながら機動性が高く、長射程の砲を持つ
- 唯一近接信管魚雷を持つ

## ゲームシステム
NavyFieldでは自らが艦の装備を変更出来ることが特徴である。しかし強い装備に変更するには多額のクレジットが必要となる。また艦船を動かすには少なくとも「艦長」と「砲兵」が必要となり、目指す艦種によっては「整備兵」「修理兵」「パイロット」なども必要になるため、戦闘に出て兵を育成していく必要もある。

### 戦闘システム
戦闘は普通2チームに分かれて艦隊戦を行う。プレイヤーは艦船を操作しながら砲撃・魚雷・爆撃・雷撃等の方法で敵艦を攻撃し、戦果によってもらえるクレジットやポイントが上下する仕組みだ。無論自分の艦が爆沈すれば修理費がかかるため、最後まで生き残ることも必要となる。
戦闘をするには戦闘ルームに入る必要がある。戦闘ルームを作った人はルームマスター（RM）と呼ばれ、そのルームに入ってきた艦船をバランス良くチーム分けしなければならない。戦闘ルームにはクレジット・ポイントが入りやすい「通常戦闘」、経験値が入りやすい「大艦隊戦I」、一人で戦闘をする「ミッション」、通常戦闘から低戦果時のペナルティを取り払った「大艦隊戦II」（2008年5月8日に削除された）、レベル＆艦種制限付の「海上電撃戦 ブリッツ」、偵察機の照明弾がないと視界が全くない「夜戦」の6種類がある。通常戦闘と大艦隊IIでは個人個人で戦果が決まるが、大艦隊戦Iではチームごとに戦果が決まるため、連携プレーが必要だ。
参加人数や戦闘ルームの種類にもよるが、普通は戦闘ルームに入って1分～10分程度で戦闘開始、5分～30分程度で戦闘が終了する。時間帯によっては接続者数が少なく戦闘ルーム自体がない時や、自分が入りたいような戦闘ルームがない、大艦隊戦などはすぐに満員になることから、短時間ではなかなかプレイ出来ないのが難点である。接続者数は平日・祝日ともに夜～深夜にかけてがもっとも多い。

### 艦隊・戦隊システム
NavyFieldでは「艦隊」や「戦隊」を作ることが出来る。これは他のゲームで一般的に「ギルド」「クラン」と呼ばれるものにあたり、ギルドマスター（GM）を中心に数人～数十人の人数で形成されている。艦隊や戦隊に入ると名前の横にタグと呼ばれる画像（艦隊）か、文字（戦隊）が表示され、一目でどこの艦隊・戦隊に所属しているのかわかるシステムになっている。
基本的に艦隊や戦隊に入るのは自由であり、艦隊・戦隊は不定期ではあるがギルド戦（G戦）を行っており、大人数での艦隊戦が可能である。気になるところがあれば積極的に話を聞いてみるのも良いだろう。
港争奪戦は艦隊単位で行わる。港を所有している艦隊のメンバーはユニーク艦と呼ばれる艦船を使用することができる。

### 育成システム
NavyFieldでは多数の兵が存在する。艦船には最低「艦長」と「砲兵」が必要である。まず兵を雇い、その兵を艦船に乗せて戦闘に出ると自動的に経験値が溜まる仕組みだ。最初はどの兵も無国籍だが、兵のレベルが上がると国籍を取得し「砲兵系」「技術系」「パイロット系」「サポート系」に転職させることになる。
転職させるには戦闘で手に入るポイントがたくさん必要になるため注意が必要だ。また兵の能力は雇ったときのパラメーターが大きく影響するため、転職させるときはパラメーターにあったものに転職させることが大切である。

## 課金制度
無料プレイにおいては、以下のような制限がある。
プレイチケットを購入することで、この制限は無くなる。
NFの公認ネットカフェでのプレイ中も、この制限は無い。
プレイチケットや有料アイテムの支払いには、
GAMESPACE24内の幾つかのコンテンツでの共通通貨、「GSコイン」を購入する必要がある。
- トレード

搭乗する艦艇を問わず、トレードルームは作成・入室不能。
つまり、ゲーム内データ(クレジット、ポイント、水兵、艦艇)のトレードができない。
それ以外の部屋(大艦隊戦など)は作成・入室可能。
- レベル制限

Lv31以上の水兵を使用しているとき、報酬(経験値・クレジット・ポイント)の獲得率は通常時の30%。
これは、搭乗している水兵の中で最高Lvの水兵が基準。
また、搭乗している水兵全てに適用される。
- 熟練兵

Lv1以上の水兵での増加率は、0%。

### 利用料金
ノーマルチケット
- 1ヵ月プレイチケット … GSコイン1000ジス（1000円）
- 3ヶ月プレイチケット … GSコイン2500ジス（2500円）
- 6ヶ月プレイチケット … GSコイン4200ジス（4200円）

プレミアムチケット
- 1ヵ月プレイチケット … GSコイン1500ジス（1500円）
- 3ヶ月プレイチケット … GSコイン3500ジス（3500円）
- 6ヶ月プレイチケット … GSコイン6000ジス（6000円）

### 支払い方法
GSコインの購入方法は下記の通り。
方法の増減や詳細などの最新情報は、公式サイトにて確認のこと。
- ウェブマネー
- クレジットカード各種
- BIGLOBE
- ＠nifty
- GSコインチケット

コンビニ(ファミリーマート)や、公認ネットカフェで買える。
ただし、ネカフェでこれを売っていたり、GAMESPACE24の他のコンテンツの公認ネカフェになっているからといって、
すなわちNFの公認ネカフェであるとは限らない。
NFの公認ネカフェでプレイしたいなら、事前にちゃんと確認しておいた方が良いだろう。